# 尾川知輝
尾川 知輝（おがわ かずき）は、元富山テレビのアナウンサー。愛称はおがっち、おがちゃん、おぎゃ。広島県立呉三津田高等学校、法政大学経営学部卒業。大学時代は軟式野球部に所属。

## 過去の担当番組
- ライブBBT（Bスポ）
- 元気とやま みんなのクイズ（リポーター）
- BBTニュース
- FNN北陸中日新聞 日曜夕刊